# Moulin du Poudrier

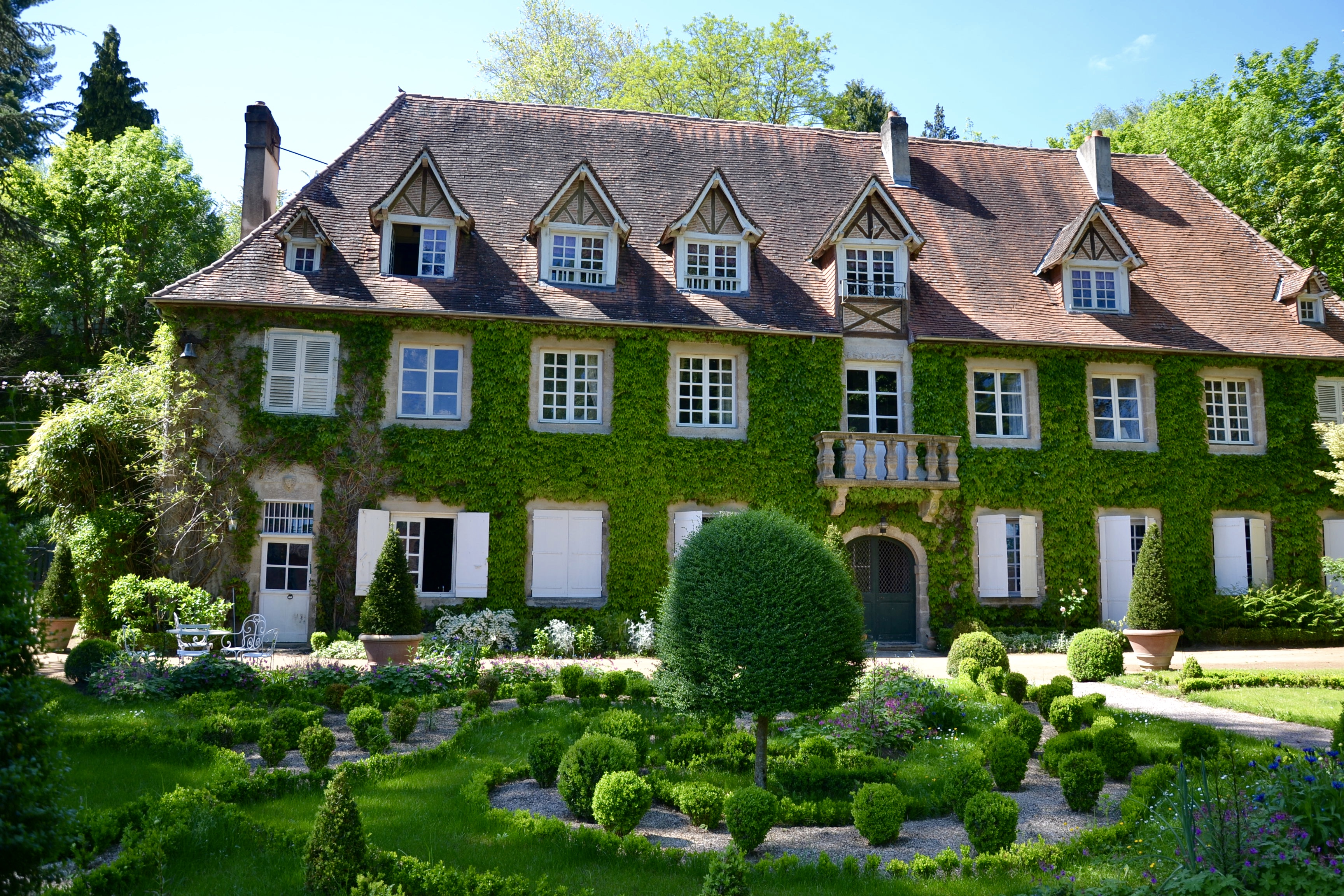
Un des bâtiments principaux du domaine.

Le domaine du Poudrier est une propriété située sur la commune de Limoges (Haute-Vienne), au bord de la Vienne, principalement composée d'un ancien moulin à farine bâti en 1532, réaffecté en poudrière au XVIIe siècle, usage dont il tire son nom, et de ses dépendances. Une ancienne filature a occupé le site ; les bâtiments industriels sont aujourd'hui disparus. Le moulin est devenu une résidence privée mais ouverte au public. Le domaine comprend également un jardin d'inspiration franco-italienne.
Après avoir servi de moulin à farine puis de moulin poudrier, le bâtiment principal est devenu une fabrique de porcelaine au XVIIIe siècle, puis une petite centrale hydroélectrique, puis une filature, avant d'être reconverti en chambre d'hôtes et lieu d'événements culturels (notamment dans le théâtre de verdure) et réceptions privées depuis sa rénovation complète dans les années 1990, menée par le propriétaire Jacques Vigneras et son régisseur Paolo Del Vecchio. Le jardin, qui comprend plus de 400 végétaux différents, a été remis en état en 2000 grâce au paysagiste Hubert-Charles Lavauzelle.
Le site accueille notamment pendant plusieurs années le tournage de l'émission L'amour est dans le pré (scènes du « bilan », émission spéciale sur les dix ans de l'émission).
En 2019, il est mis en vente par son propriétaire Jacques Vigneras, lequel a fait l'acquisition du château de Châlus-Chabrol.